# 洞爺湖電気鉄道
洞爺湖電気鉄道（とうやこでんきてつどう）は、かつて北海道虻田町（現・洞爺湖町）の町内を通っていた鉄道路線、およびその運営会社である。

## 概要
1928年（昭和3年）、鉄道省長輪線（現JR北海道・室蘭本線）の静狩 - 伊達紋別間が開通し、虻田町の町域南部に虻田駅（現・洞爺駅）が開設されることが決定したのを受け、長輪線と町域中央部の洞爺湖南岸にある洞爺湖温泉を結ぶ目的で計画された路線である。
社名が示すように、動力は電気を用いた。沿線にスキー場・ゴルフ場・競技場を開設するなど、洞爺湖温泉地域の観光開発も手がけたほか、洞爺湖西岸と東岸から産出される鉱産資源を船舶で湖上輸送し、鉄道と連絡させる貨物輸送も行っていた。
路線は見晴山と有珠山の間を通っていたため線形が悪く、急勾配・急曲線を多く有していた。
改正鉄道敷設法別表第132号に規定する予定線「胆振國京極ヨリ留壽都ヲ經テ壯瞥ニ至ル鐡道」に従う形で路線を北へ延長し、喜茂別で胆振鉄道と接続する計画もあったが、胆振縦貫鉄道が喜茂別 - 伊達紋別間を着工したため中止された。また胆振縦貫鉄道が洞爺湖電気鉄道に並行する形で伊達紋別 - 徳舜瞥間（のちの胆振線）を開通させたことに加え、急勾配・急曲線が多いため軌条の摩耗がひどく、戦時下の資材価格の高騰により軌条や枕木の入手が困難になったこともあり、1941年（昭和16年）に廃止された。
会社はその後も路線を自社バスに代替して営業を続けたが、1944年（昭和19年）に道南バスに統合された。
廃線跡はかなりの部分が道路として残されていたが、2000年の有珠山噴火に伴い廃線跡近辺に西山火口が現れた事から周辺は通行不能を経て実質的に消滅し、洞爺湖付近も防護壁などの建設に伴って区画整理が行われた事から痕跡は失われた。

## 路線データ
- 路線距離（営業キロ）：8.8 km（うち貨物線1.6 km）
- 軌間：1,067 mm
- 駅数：4駅（うち貨物駅1駅）
- 複線区間：なし（全線単線）
- 電化区間：全線電化（直流600 V）
  - 洞爺湖変電所、回転変流機（交流側444 V・直流側600 V）直流側の出力150 kW、常用1予備1、製造者日立製作所[2]
- 閉塞方式：タブレット閉塞式
- 根拠法：地方鉄道法

## 運行形態
1939年（昭和14年）11月1日時点で虻田発は7時50分から21時25分まで計12本、洞爺湖発は7時20分から20時25分まで計10本、いずれも1時間から2時間おきに運行し、全線の所要時間は22分であった。
同日時点での虻田 - 洞爺湖間の運賃は片道40銭、往復60銭であった。

## 歴史
- 1926年（大正15年）7月22日：洞爺温泉電気鉄道に対し鉄道免許状下付（虻田郡虻田市街地-同郡同村洞爺）[3]
- 1927年（昭和2年）5月7日：洞爺湖電気鉄道を資本金40万円で設立、本社を札幌市南10条西6丁目に置く。社長板谷順助[4][5]
- 1929年（昭和4年）1月23日：虻田 - 湖畔間の営業を開始[6]（省線との連絡運輸は同月28日から）。
- 1931年（昭和6年）12月22日：鉄道免許状下付（虻田郡虻田村-同郡東倶知安村間）[7]
- 1938年（昭和13年）6月18日：洞爺湖自動車を吸収合併し、バス事業を開始。
- 1941年（昭和16年）5月29日：全線廃止[8]。
- 1944年（昭和19年）2月1日：戦時統合により道南バスとなり会社解散。

## 駅一覧
括弧内の数値は起点からのキロ数
- 虻田駅（あぶた、0.0） - 見晴駅（みはらし、5.2） - 洞爺湖駅（とうやこ、7.2） - 湖畔駅（こはん、8.8）

見晴駅は旅客扱いのみの駅であった。洞爺湖 - 湖畔間は貨物線で、湖畔駅は貨物扱いのみの駅であった。

## 接続路線
- 虻田駅：鉄道省室蘭本線

## 輸送・収支実績
| 年度 | 乗客（人） | 貨物量（トン） | 営業収入（円） | 営業費（円） | 益金（円） | その他損金（円）             | 支払利子（円） | 政府補助金（円） | 道庁補助金（円） |
| ---- | ---------- | -------------- | -------------- | ------------ | ---------- | ---------------------------- | -------------- | ---------------- | ---------------- |
| 1929 | 81,637     | 3,196          | 27,855         | 36,447       | ▲ 8,592    | 雑損247                      | 16,695         | 21,188           | 16,925           |
| 1930 | 83,005     | 2,694          | 29,500         | 41,544       | ▲ 12,044   | 雑損73                       | 19,679         | 23,720           | 18,976           |
| 1931 | 70,778     | 2,291          | 24,997         | 36,368       | ▲ 11,371   | 雑損561                      | 20,374         | 21,928           | 19,171           |
| 1932 | 53,703     | 9,573          | 21,602         | 35,183       | ▲ 13,581   | 雑損9土地温泉1,169           | 23,128         | 19,975           | 19,239           |
| 1933 | 76,695     | 51,630         | 42,424         | 51,617       | ▲ 9,193    | 雑損275土地住宅1,137         | 21,108         | 24,197           | 14,838           |
| 1934 | 86,185     | 43,374         | 41,997         | 56,614       | ▲ 14,617   | 雑損2,054土地991             | 16,638         | 26,697           | 17,596           |
| 1935 | 87,003     | 33,365         | 40,241         | 49,132       | ▲ 8,891    | 雑損288土地16,349            | 14,166         | 24,470           | 16,188           |
| 1936 | 101,282    | 35,821         | 43,588         | 49,980       | ▲ 6,392    | 雑損147土地14,866            | 13,187         | 24,427           | 11,692           |
| 1937 | 108,385    | 24,420         | 43,868         | 51,195       | ▲ 7,327    | 雑損償却金5,976土地温泉1,413 | 12,502         | 21,962           | 8,761            |

- 鉄道統計資料、鉄道統計各年度版

## 車両
開業にあたり、旅客用半鋼製電車2両（デハ1・2、蒲田車両製作所製）、貨物用木造電車1両（デワ11、新潟鐵工所製）、木造貨車3両（有蓋車1両、無蓋車2両）を準備した。いずれも2軸車である。貨車は鉄道省から譲り受けたが、他の車両は新製車である。
開業当初の1929年（昭和4年）には夏場の旅客輸送力増強のため、鉄道省の木造2軸客車（ハ3394形3401、1907年新橋工場製）を1両借り入れて使用した。翌年には鉄道省から借り入れ車と別の木造2軸客車（ハ2353形2378、1895年平岡工場製）を1両譲り受け、ハ31としている。それ以降は廃止まで車両の動きはなかった。